# Loch Maree
El loch Maree (gaèlic escocès: "Loch Dt.-ruibhe") és un Loch a Wester Ross a les Terres Altes nord-occidentals d'Escòcia (Regne Unit). Amb 20 quilòmetres de llarg i una amplària màxima de 4 km, és el quart llac d'aigua dolça per grandària d'Escòcia; és el més gran al nord del llac Ness. La seva superfície és de 28,6 km².
El loch Maree conté cinc grans illes boscoses i més de 25 menors, moltes de les quals tenen les seves pròpies tolles. L'illa Maree té les restes d'una capella, cementiri, pou sagrat i un arbre sagrat en ell, creient-se que és l'ermita del segle viii de sant Máel Ruba, mort l'any 722, qui va fundar el monestir d'Applecross l'any 672. La mateixa illa conté també antigues restes de roure i grèvol que podrien estar units amb els antics druides escocesos. Les aigües del llac també es creu que tenen efectes curatius, amb ser submergit en l'aigua es creia que era una cura de la bogeria. Totes les illes del llac són una àrea de conservació. La més gran és l'única illa britànica que conté un llac en si mateix que conté una illa al seu torn.
Com el llac Ness, el llac Maree té el seu propi monstre en forma de muc-sheilch. A causa de la seva remota ubicació hi ha poca indústria i turisme al voltant del llac Maree, malgrat estar prop del mar. Anteriorment, es va convertir en un lloc popular per a la pesca de truita després que la reina Victoria va haver visitat el Loch Maree Hotel a Talladale l'any 1877.
El loch Maree va ser designat un lloc Ramsar el 19 de setembre de 1994.